# جون د. ويلارد
جون د. ويلارد (بالإنجليزية: John D. Willard)‏ هو مُحرِّر وصحفي ومحامي وقاضي وسياسي أمريكي، ولد في 4 نوفمبر 1799، وتوفي في 9 أكتوبر 1864. حزبياً، نشط في الحزب الديمقراطي. وقد انتخب عضو مجلس ولاية نيويورك.